# Хакасский уезд
Хакасский уезд — административно-территориальная единица Енисейской губернии, существовавшая в 1923—1925 годах.
Хакасский уезд был образован 14 ноября 1923 года из территории бывших инородных управ девяти волостей, относившихся прежде к Ачинскому, Кузнецкому и Минусинскому уездам, постановлением Президиума ВЦИК «Об образовании Хакасского уезда Енисейской губернии». Принято на основании решения административной комиссии при отделе управления Енисейского губернского исполкома «О выделении инородческого района Минусинского уезда в особую административную единицу уездного масштаба». Согласно документу, был образован Хакасский уезд с центром в селе Усть-Абаканское, в состав которого вошли инородческие населенные пункты из трёх уездов: Минусинского, Ачинского Енисейской губернии и Кузнецкого Томской губернии. В состав уезда включались Июсско-Урюпский заказник, примыкающий к выделяемой территории, Ачинско-Горная волость, а также Июсо-Тунгужульская, Кузырганская, Туимско-Ульгушатская и Сонская казённые дачи, пересекающие инородческий район; русские посёлки, расположенные по линии Ачинско-Минусинской железной дороги внутри инородческой территории, заводские поселки рудников «Улень», «Юлия», курорт «Озеро Шира».
Изначально делился на 8 волостей. 19 марта 1924 был разделён на 4 района:
- Аскызский район. Центр — село Аскыз
- Таштыпский район. Центр — село Таштып
- Чарковский район. Центр — улус Чарковский
- Чебаковский район. Центр — село Чебаки

9 декабря 1925 Хакасский уезд был преобразован в Хакасский округ в составе Сибирского края.
Административно уезд подчинялся Енисейской губернии. Работа по организации уезда была возложена на Хакасский уездный революционный комитет (Уревком), созданный по решению Енисейского губисполкома. 10 февраля 1924 в с. Усть-Абаканское состоялось торжественное собрание по случаю образования уезда. 10 апреля 1924 была проведена 1-я Хакасская уездная партийная конференция. Секретарём Хакасского укома РКП(б) был избран У. Я. Котляр. 12 апреля 1924 прошла 1-я уездная конференция РКСМ. Секретарём укома комсомола был избран Прокопий Иноземцев. 7—12 ноября 1924 состоялся 1-й уездный съезд Советов, который определил предстоящие задачи, избрал уездный исполнительный комитет. Его председателем был избран Г. И. Итыгин.

## Религия
В Хакасском уезде преобладали православные. К марту 1924 года на территории уезда действовали 17 православных церквей (10 обновленческих и 7 тихоновских), причем к началу 1925 года в Хакасии был 21 священник-тихоновец и 11 священников-обновленцев. Кроме того, действовала община баптистов в Подсинем, а среди местных жителей был распространен шаманизм.